# Église évangélique-luthérienne estonienne
La Eesti Evangeelne Luterlik Kirik (Église évangélique-luthérienne estonienne) est une Église luthérienne en Estonie.
L'Église est membre de la Fédération luthérienne mondiale et adhère à la Communion de Porvoo.